# Mišari
Mišari (cyr. Мишари) – wieś w Bośni i Hercegowinie, w Republice Serbskiej, w gminie Vlasenica. W 2013 roku liczyła 163 mieszkańców.